# Slalomeuropamästerskapen i kanotsport 2025
Slalomeuropamästerskapen i kanotsport 2025 arrangerades mellan den 15 och 18 maj 2025 i Vaires-sur-Marne i Frankrike. Det var den 26:e upplagan av slalomeuropamästerskapen i kanotsport. 

## Medaljörer

### Herrar

#### Kanot
| Gren   | Guld                                               | Guld  | Silver                                                | Silver | Brons                                                   | Brons |
| C1     | Miquel Travé · Spanien                             | 87,32 | Nicolas Gestin · Frankrike                            | 88,86  | Žiga Lin Hočevar · Slovenien                            | 89,01 |
| C1 lag | Storbritannien Adam Burgess Ryan Westley Luc Royle | 91,27 | Slovenien Luka Božič Žiga Lin Hočevar Benjamin Savšek | 92,81  | Slovakien Matej Beňuš Marko Mirgorodský Michal Martikán | 94,75 |

#### Kajak
| Gren                   | Guld                                            | Guld                    | Silver                                                     | Silver                     | Brons                                           | Brons                       |
| K1                     | Jiří Prskavec · Tjeckien                        | 80,03                   | Titouan Castryck · Frankrike                               | 81,24                      | Martin Srabotnik · Slovenien                    | 81,91                       |
| K1 lag                 | Tyskland Noah Hegge Stefan Hengst Hannes Aigner | 85,89                   | Frankrike Titouan Castryck Benjamin Renia Anatole Delassus | 86,73                      | Spanien Pau Echaniz Miquel Travé David Llorente | 87,40                       |
| Individuell kajakcross | Gabriel De Coster · Belgien                     | 53,80                   | Mathurin Madoré · Frankrike                                | 54,14                      | Benjamin Renia · Frankrike                      | 54,31                       |
| Kajakcross             | Jakub Krejčí · Tjeckien                         | Jakub Krejčí · Tjeckien | Benjamin Renia · Frankrike                                 | Benjamin Renia · Frankrike | Sam Leaver · Storbritannien                     | Sam Leaver · Storbritannien |

### Damer

#### Kanot
| Gren   | Guld                                                       | Guld   | Silver                                               | Silver | Brons                                                | Brons  |
| C1     | Mònica Dòria · Andorra                                     | 103,73 | Laurène Roisin · Frankrike                           | 106,76 | Doriane Delassus · Frankrike                         | 107,23 |
| C1 lag | Tjeckien Gabriela Satková Martina Satková Adriana Morenová | 103,00 | Frankrike Angèle Hug Laurène Roisin Doriane Delassus | 105,28 | Italien Elena Borghi Marta Bertoncelli Elena Micozzi | 107,44 |

#### Kajak
| Gren                   | Guld                                                          | Guld                        | Silver                                             | Silver                   | Brons                                                      | Brons                   |
| K1                     | Ricarda Funk · Tyskland                                       | 89,36                       | Gabriela Satková · Tjeckien                        | 92,59                    | Zuzana Paňková · Slovakien                                 | 93,67                   |
| K1 lag                 | Tjeckien Gabriela Satková Lucie Nesnídalová Antonie Galušková | 98,86                       | Spanien Maialen Chourraut Laia Sorribes Leire Goñi | 100,50                   | Storbritannien Kimberley Woods Lois Leaver Nikita Setchell | 101,22                  |
| Individuell kajakcross | Camille Prigent · Frankrike                                   | 58,10                       | Angèle Hug · Frankrike                             | 59,22                    | Kimberley Woods · Storbritannien                           | 59,33                   |
| Kajakcross             | Camille Prigent · Frankrike                                   | Camille Prigent · Frankrike | Emma Vuitton · Frankrike                           | Emma Vuitton · Frankrike | Olga Samková · Tjeckien                                    | Olga Samková · Tjeckien |

## Medaljtabell
*   Värdland ( Frankrike)
| Nr                   | Nation               | Guld | Silver | Brons | Totalt |
| -------------------- | -------------------- | ---- | ------ | ----- | ------ |
| 1                    | Tjeckien             | 4    | 1      | 1     | 6      |
| 2                    | Frankrike*           | 2    | 9      | 2     | 13     |
| 3                    | Tyskland             | 2    | 0      | 0     | 2      |
| 4                    | Spanien              | 1    | 1      | 1     | 3      |
| 5                    | Storbritannien       | 1    | 0      | 3     | 4      |
| 6                    | Andorra              | 1    | 0      | 0     | 1      |
| 6                    | Belgien              | 1    | 0      | 0     | 1      |
| 8                    | Slovenien            | 0    | 1      | 2     | 3      |
| 9                    | Slovakien            | 0    | 0      | 2     | 2      |
| 10                   | Italien              | 0    | 0      | 1     | 1      |
| Totalt (10 nationer) | Totalt (10 nationer) | 12   | 12     | 12    | 36     |